# Хавар Мулла Мохаммед
Хава́р Мулла́ Моха́ммед Тахер Зеебари (араб. هوار ملا محمد طاهر زيباري‎, курд. هەوار مەلا محەمەد تاهر زێبارى; род. 1 июня 1981, Мосул) — иракский футболист, полузащитник. За национальную сборную Ирака сыграл 112 матчей, забил 19 голов.
Обладатель Кубка Азии 2007. Первый иракский футболист, когда-либо игравший в Лиге чемпионов УЕФА. Младший брат Хавара — Халкурд Мула Мохаммед так же является футболистом.

## Биография
Родился в Мосуле. По национальности курд. Начинал играть за одноимённую местную команду. В 2000 году перешёл в багдадскую команду «Аль-Кува Аль-Джавийя», одну из сильнейших в Ираке, за которую выступал пять сезонов. Довольно быстро пробился в основной состав, после чего получил вызов сначала в молодёжную сборную страны, а затем и в основную. В составе молодёжной команды Ирака участвовал в чемпионате мира для игроков до 20 лет в 2001 году, на том турнире Ирак стал в группе третьим, играл дополнительные матчи за право выйти в плей-офф, но неудачно. В том же году дебютировал во взрослой сборной Ирака. Затем Хавар играл за олимпийскую сборную страны, принял участие в футбольном турнире Олимпиады в Афинах, где его команда сенсационно заняла 4-е место; он отыграл на том турнире все 6 матчей, забил 2 гола. На клубном же уровне в составе ФК «Аль-Кува Аль-Джавийя» он стал чемпионом Ирака 2004/05, а до того дважды становился вторым в национальном первенстве. Сезон 2005/06 Хавар Мулла Мохаммед провёл в Ливане, в бейрутской команде «Аль-Ансар», сделал в её составе победный дубль (чемпионат и кубок страны). В сезоне 2006/07 выступал в составе кипрского «Аполлона». В июле 2007 года стал в составе национальной сборной чемпионом Азии, выйдя на поле во всех шести матчах континентального первенства и забив один гол. На клубном уровне в том году он, помимо «Аполлона», отметился матчами за «Аль-Айн» (ОАЭ) и «Аль-Кхор» (Катар). В 2008 году ненадолго вернулся в ливанский «Аль-Ансар». В августе 2008 г. подписал однолетний контракт с кипрским «Анортосисом». В составе киприотов принял участие в Лиге чемпионов УЕФА, став первым иракцем, сделавшим это, более того, он забил гол в победном (3:1) матче с «Панатинаикосом»; впрочем, выйти из группы его команда, несмотря на 6 набранных очков, не смогла, в чемпионате же Кипра «Анортосис», победивший в сезоне 2007/08, стал лишь третьим, не сумев отстоять титул. По окончании сезона 2008/09 Хавар покинул «Анортосис». Играл за сборную Ирака на Кубке конфедераций 2009.

## Достижения

### Клубные
ИРАК
- Чемпион Ирака: 2004/05
- 2-е место в чемпионате Ирака: 2000/01, 2001/02

ЛИВАН
- Чемпион Ливана: 2005/06
- Обладатель Кубка Ливана: 2005/06

КИПР
- 3-е место в чемпионате Кипра: 2008/09

ИРАН
- 2-е место в чемпионате Ирана: 2010-11
- Обладатель Hazfi Cup: 2009-10

### В сборной
- Чемпион Западноазиатских игр: 2005
- Победитель Кубка Азии: 2007

### Личные
- Футболист года в Ираке: 2005